# 1719

## أحداث
- 23 يناير - إنشاء إمارة ليشتنشتاين داخل الإمبراطورية الرومانية المقدسة
- بعد تعذر انتخاب سيف ابن سلطان بن سيف الثاني، قدم الشيخ سليمان بن عدي مرشح آخر وهو مهنا بن سلطان وتم انتخابه إماما جديدا للدولة اليعربية في قلعة نزوى في مايوا 1719.

## مواليد
- أبراهام جوتهيلف كيستنر
- شارل إيميديه فيليب فان لو
- ولي العهد هيوجانغ.

## وفيات
- محمد بن الحسن اليحمدي، فقيه وكبير وزراء السلطان المغربي المولى إسماعيل.